# Liste der US-amerikanischen Meister im Superschwergewicht (Boxen)
Diese Liste bietet eine Übersicht über alle US-amerikanischen Meister im Superschwergewicht:
- 1981: Tyrell Biggs
- 1982: Tyrell Biggs
- 1983: Warren Thompson
- 1984: Nathaniel Fitch
- 1985: Wesley Watson
- 1986: Alex Garcia
- 1987: Carlton Hollis
- 1988: Robert Salters
- 1989: Ed Donaldson
- 1990: Edward Escobedo
- 1991: Larry Donald
- 1992: Samson Po'uha
- 1993: Jo el Scott
- 1994: Lance Whitaker
- 1995: Lawrence Clay-Bey
- 1996: Lawrence Clay-Bey
- 1997: Willie Palms
- 1998: Dominick Guinn
- 1999: Calvin Brock
- 2000: T.J. Wilson
- 2001: Jason Estrada
- 2002: Jason Estrada
- 2003: Jason Estrada
- 2004: Mike Wilson
- 2005: Mike Wilson
- 2006: Jonte Willis
- 2007: Michael Hunter
- 2008: Lenroy Thompson
- 2009: Michael Hunter
- 2010: Lenroy Thompson
- 2011: Jonathan Hamm
- 2012: Dominic Breazeale
- 2013: Cam Awesome
- 2014: Cam Awesome
- 2015: Darmani Rock
- 2016: Solomon Nkosi